# Calcamariina
Calcamariina is een geslacht van zeekomkommers uit de familie Cucumariidae.

## Soorten
- Calcamariina hibberdi O’Loughlin & Skarbnik-López, 2015
- Calcamariina moorea' O’Loughlin & Skarbnik-López, 2015